# Джер Лінч
Джер Лінч  (англ. Jair Lynch, 2 жовтня 1971) — американський гімнаст, олімпійський медаліст.

## Виступи на Олімпіадах
| Олімпіада      | Дисципліна       | Місце              |
| -------------- | ---------------- | ------------------ |
| Барселона 1992 | абсолютний залік | 60 (кваліфікація)  |
| Барселона 1992 | командний залік  | 6                  |
| Барселона 1992 | вільні вправи    | 73 (кваліфікація)  |
| Барселона 1992 | опорний стрибок  | 92 (кваліфікація)  |
| Барселона 1992 | паралельні бруси | 6                  |
| Барселона 1992 | перекладина      | 15T (кваліфікація) |
| Барселона 1992 | кільця           | 66T (кваліфікація) |
| Барселона 1992 | кінь             | 26T (кваліфікація) |
| Атланта 1996   | абсолютний залік | 65 (кваліфікація)  |
| Атланта 1996   | командний залік  | 5                  |
| Атланта 1996   | вільні вправи    | 14T (кваліфікація) |
| Атланта 1996   | опорний стрибок  | 25T (кваліфікація) |
| Атланта 1996   | паралельні бруси | 2                  |
| Атланта 1996   | перекладина      | 104 (кваліфікація) |
| Атланта 1996   | кільця           | 64 (кваліфікація)  |
| Атланта 1996   | кінь             | 22 (кваліфікація)  |